# Г. Т. Гоган
Г. Т. Го́ган (англ. G.T. Hogan), повне ім'я Ві́лберт Гре́нвілл Теодо́р Го́ган, мол. (англ. Wilbert Granville Thodore Hogan Jr.; 16 січня 1929, Галвестон, Техас — 7 серпня 2004, Сан-Антоніо, Техас) — американський джазовий ударник.

## Біографія
Народився 16 січня 1929 року в Галвестоні, Техас. У школі грав на тенор-саксофоні; потім переключився на барабани.
Грав з ритм-енд-блюзовими гуртами, зокрема з Ерлом Бостичем у 1953—55 роках. У 1955 році переїхав до Нью-Йорка. Грав з Ренді Вестоном; також записувався з Кенні Доргемом, Кенні Дрю наприкінці 1950-х. Близько 1958 року деякий час грав з Чарльзом Мінгусом; записувався з Вілбуром Гарденом, А. К. Салімом. У 1960 році грав з Бадом Пауеллом у Парижі; на початку 1960-х з Волтером Бішопом, мол., Кертісом Фуллером, Айком Квебеком, Елмо Гоупом у Нью-Йорку. Записувався з Генком Кроуфордом (1966—68). Пізніше повернувся до Техасу, де практично музикою не займався; у 1990-х страждав від хронічного обструктивного захворювання легень.
Помер 7 серпня 2004 року в Сан-Антоніо, Техас.